# Bristol
Bristol er en by i det sydvestlige England, tæt på grænsen til Wales. I 2017 havde byen 456.000 indbyggere, hvilket gjorde den til landets tiendestørste.
Floden Avon løber gennem Bristol, som ligger ud til den tragtformede fjord Bristol Channel, der er et af de steder på jorden, hvor tidevandsforskellen mellem flod og ebbe er størst (op til 15 meter).
Siden 1100-tallet har byens havn været betydelig, og tidligere var Bristol en af hovedbyerne i trekantshandelen med slaver.
I 1300-tallet var byen Englands tredjestørste (efter London og York), og i slutningen af 1700-tallet var den Englands næststørste.
Udover sin havn er Bristol bl.a. kendt for sin produktion af fly og glas. Bristol lufthavn er beliggende 13 km sydvest for byen.
En af historiens største ingeniører, Isambard Kingdom Brunel, har i Bristol opført en masse smukke bygninger og udrettede meget i byen.

## Attraktioner
Ved havnen kan ses nogle gamle skibe af historisk betydning, Matthew, der var det første skib, der fra Bristol sejlede til Amerika, hvilket skete ganske få år efter Christoffer Columbus. Brunels Great Britain ligger i tørdok og kan besøges. Begge ligger centralt ved den gamle havn, som har fået navnet The Great Western ship Companys kaj
I byens bakkede vestlige del kan man i Clifton besøge en af Brunels andre bygningsværker, Clifton suspension bridge en imponerende 412m hængebro fra 1864.
I strandområderne vest for Bristol findes nogle karakteristiske op til 100 år gamle badebroer, som strækker sig flere hundrede meter ud i fjorden på jern- og stålpæle, deriblandt Weston-super-Mare Grand Pier, som blev ødelagt af brand den 28. juli 2008.